# كارل ألكسندر
كارل ألكسندر (بالإنجليزية: Karl Alexander)‏ (23 أغسطس 1944، لوس أنجلوس في الولايات المتحدة - 30 مارس 2015)؛ روائي أمريكي.

## روابط خارجية
- كارل ألكسندر على موقع IMDb (الإنجليزية)
- كارل ألكسندر على موقع قاعدة بيانات الفيلم (الإنجليزية)